# Lupé
Lupé é uma comuna francesa na região administrativa de Auvérnia-Ródano-Alpes, no departamento de Loire. Estende-se por uma área de 1,47 km². Em 2010 a comuna tinha 309 habitantes (densidade: 210,2 hab./km²).